# El hombre de la diligencia
El hombre de la diligencia és una pel·lícula hispanoitaliana de 1964 dirigida per José María Elorrieta. Va ser el primer western dirigida per un director espanyol. Pertany al subgènere conegut com a spaghetti western. El guió es va basar en una novel·la d'Eduardo Guzmán.

## Argument
En una parada aïllada al desert d'Arizona, a Steve Loman se li acosten alguns amics proscrits. Li expliquen que una caravana amb el jutge corrupte Driscoll, la seva promesa Ruth, el seu germà jove Jimmy i un jugador de cartes s'estan acostant a la parada amb una quantitat gran de diners. Com el Apatxes dirigits per Gerónimo estan en peu de guerra, seria molt fàcil que Loman es vengés de Driscoll que el va enviar a la presó amb una acusació falsa que també va arruïnar la seva carrera a l'exèrcit, i repartir-se els diners amb els proscrits i viatjar a Mèxic. Loman rebutja.
La caravana arriva i és atacada pels apatxes.

## Repartiment
- Frank Latimore: Major Loman
- Núria Torray
- Jesús Puente: Jutge Todd Driscoll
- George Martin
- Ángel Ortiz
- Liza Moreno: Lou / Ruth